# Giro di Germania 2000
Il Giro di Germania 2000, ventiquattresima edizione della corsa, si svolse dal 26 maggio al 1º giugno 2000 su un percorso di 1 248 km ripartiti in 8 tappe, con partenza da Bonn e arrivo a Berlino. Fu vinto dallo spagnolo David Plaza della Festina davanti ai tedeschi Andreas Klöden e Udo Bölts.

## Tappe
| Tappa  | Data      | Percorso                                            | km   | Vincitore di tappa | Leader cl. generale |
| ------ | --------- | --------------------------------------------------- | ---- | ------------------ | ------------------- |
| 1ª     | 26 maggio | Bonn > Wiesbaden                                    | 179  | Jens Heppner       | Jens Heppner        |
| 2ª     | 27 maggio | Wiesbaden > Pforzheim                               | 203  | Erik Zabel         | Jens Heppner        |
| 3ª     | 28 maggio | Pforzheim > Bad Dürrheim                            | 216  | Udo Bölts          | Jens Heppner        |
| 4ª     | 29 maggio | Bad Dürrheim > Stoccarda                            | 184  | Davide Casarotto   | Jens Heppner        |
| 5ª     | 30 maggio | Stoccarda > Ansbach                                 | 188  | Erik Zabel         | Jens Heppner        |
| 6ª     | 31 maggio | Ansbach > Herzogenaurach                            | 103  | Marcel Wüst        | Jens Heppner        |
| 7ª     | 31 maggio | Herzogenaurach > Herzogenaurach (cron. individuale) | 36   | David Plaza        | David Plaza         |
| 8ª     | 1º giugno | Potsdam > Berlino                                   | 139  | Erik Zabel         | David Plaza         |
| Totale | Totale    | Totale                                              | 1248 |                    |                     |

## Dettagli delle tappe

### 1ª tappa
- 26 maggio: Bonn > Wiesbaden – 179 km

| Pos. | Corridore      | Squadra      | Tempo    |
| ---- | -------------- | ------------ | -------- |
| 1    | Jens Heppner   | Deutsche T.  | 4h53'10" |
| 2    | Peter Wrolich  | Gerolsteiner | s.t.     |
| 3    | Laurent Dufaux | Saeco        | s.t.     |

| Pos. | Corridore      | Squadra      | Tempo    |
| ---- | -------------- | ------------ | -------- |
| 1    | Jens Heppner   | Deutsche T.  | 4h53'00" |
| 2    | Peter Wrolich  | Gerolsteiner | a 4"     |
| 3    | Laurent Dufaux | Saeco        | a 6"     |

### 2ª tappa
- 27 maggio: Wiesbaden > Pforzheim – 203 km

| Pos. | Corridore      | Squadra     | Tempo    |
| ---- | -------------- | ----------- | -------- |
| 1    | Erik Zabel     | Deutsche T. | 5h01'40" |
| 2    | Andreas Klier  | Farm Frites | s.t.     |
| 3    | Andreas Kappes | Agro        | s.t.     |

| Pos. | Corridore      | Squadra      | Tempo    |
| ---- | -------------- | ------------ | -------- |
| 1    | Jens Heppner   | Deutsche T.  | 9h54'40" |
| 2    | Peter Wrolich  | Gerolsteiner | a 4"     |
| 3    | Laurent Dufaux | Saeco        | a 6"     |

### 3ª tappa
- 28 maggio: Pforzheim > Bad Dürrheim – 216 km

| Pos. | Corridore          | Squadra      | Tempo    |
| ---- | ------------------ | ------------ | -------- |
| 1    | Udo Bölts          | Deutsche T.  | 6h02'06" |
| 2    | Michele Bartoli    | Mapei        | s.t.     |
| 3    | Tobias Steinhauser | Gerolsteiner | a 4"     |

| Pos. | Corridore      | Squadra     | Tempo     |
| ---- | -------------- | ----------- | --------- |
| 1    | Jens Heppner   | Deutsche T. | 15h56'52" |
| 2    | Udo Bölts      | Deutsche T. | a 1"      |
| 3    | Laurent Dufaux | Saeco       | a 6"      |

### 4ª tappa
- 29 maggio: Bad Dürrheim > Stoccarda – 184 km

| Pos. | Corridore        | Squadra     | Tempo    |
| ---- | ---------------- | ----------- | -------- |
| 1    | Davide Casarotto | Alessio     | 4h11'01" |
| 2    | Erik Zabel       | Deutsche T. | a 11"    |
| 3    | Bert Dietz       | Nurnberger  | s.t.     |

| Pos. | Corridore      | Squadra     | Tempo     |
| ---- | -------------- | ----------- | --------- |
| 1    | Jens Heppner   | Deutsche T. | 20h08'15" |
| 2    | Udo Bölts      | Deutsche T. | a 1"      |
| 3    | Laurent Dufaux | Saeco       | a 6"      |

### 5ª tappa
- 30 maggio: Stoccarda > Ansbach – 188 km

| Pos. | Corridore      | Squadra     | Tempo    |
| ---- | -------------- | ----------- | -------- |
| 1    | Erik Zabel     | Deutsche T. | 4h33'24" |
| 2    | Søren Petersen | Cologne     | s.t.     |
| 3    | Alexandre Usov | Phonak      | s.t.     |

| Pos. | Corridore      | Squadra     | Tempo     |
| ---- | -------------- | ----------- | --------- |
| 1    | Jens Heppner   | Deutsche T. | 24h41'39" |
| 2    | Udo Bölts      | Deutsche T. | s.t.      |
| 3    | Laurent Dufaux | Saeco       | a 6"      |

### 6ª tappa
- 31 maggio: Ansbach > Herzogenaurach – 103 km

| Pos. | Corridore        | Squadra | Tempo    |
| ---- | ---------------- | ------- | -------- |
| 1    | Marcel Wüst      | Festina | 2h28'10" |
| 2    | Andreas Beikirch | Agro    | s.t.     |
| 3    | Endrio Leoni     | Alessio | s.t.     |

| Pos. | Corridore      | Squadra     | Tempo     |
| ---- | -------------- | ----------- | --------- |
| 1    | Jens Heppner   | Deutsche T. | 27h09'49" |
| 2    | Andrej Kivilëv | AG2R        | s.t.      |
| 3    | Laurent Dufaux | Saeco       | a 6"      |

### 7ª tappa
- 31 maggio: Herzogenaurach > Herzogenaurach (cron. individuale) – 36 km

| Pos. | Corridore       | Squadra     | Tempo  |
| ---- | --------------- | ----------- | ------ |
| 1    | David Plaza     | Festina     | 42'53" |
| 2    | Andreas Klöden  | Deutsche T. | a 40"  |
| 3    | Bruno Boscardin | Post Swiss  | a 44"  |

| Pos. | Corridore      | Squadra     | Tempo     |
| ---- | -------------- | ----------- | --------- |
| 1    | David Plaza    | Festina     | 27h52'57" |
| 2    | Andreas Klöden | Deutsche T. | a 42"     |
| 3    | Andrej Kivilëv | AG2R        | a 1'26"   |

### 8ª tappa
- 1º giugno: Potsdam > Berlino – 139 km

| Pos. | Corridore   | Squadra     | Tempo    |
| ---- | ----------- | ----------- | -------- |
| 1    | Erik Zabel  | Deutsche T. | 3h15'58" |
| 2    | Jans Koerts | Farm Frites | s.t.     |
| 3    | Marcel Wüst | Festina     | s.t.     |

| Pos. | Corridore      | Squadra     | Tempo     |
| ---- | -------------- | ----------- | --------- |
| 1    | David Plaza    | Festina     | 31h08'55" |
| 2    | Andreas Klöden | Deutsche T. | a 42"     |
| 3    | Udo Bölts      | Deutsche T. | a 1'26"   |

## Classifiche finali

### Classifica generale
| Pos. | Corridore         | Squadra      | Tempo     |
| ---- | ----------------- | ------------ | --------- |
| 1    | David Plaza       | Festina      | 31h08'55" |
| 2    | Andreas Klöden    | Deutsche T.  | a 42"     |
| 3    | Udo Bölts         | Deutsche T.  | a 1'26"   |
| 4    | Ángel Casero      | Festina      | a 1'42"   |
| 5    | Michael Blaudzun  | Memory Card  | a 1'46"   |
| 6    | Jens Heppner      | Deutsche T.  | a 2'06"   |
| 7    | Matthias Buxhofer | Phonak       | a 2'30"   |
| 8    | Rolf Aldag        | Deutsche T.  | a 2'40"   |
| 9    | Laurent Dufaux    | Saeco        | a 2'41"   |
| 10   | Torsten Schmidt   | Gerolsteiner | a 2'46"   |